# Sociedad Literaria de 1842
La Sociedad Literaria de 1842 fue un grupo conformado por importantes personajes del ámbito social, político y literario de Chile, que tuvo como fin fomentar la originalidad de los creadores nacionales, reforzar la calidad social de la literatura y rechazar los modelos literarios extranjeros.

## Historia
El grupo realizó ochenta y seis sesiones desde el 5 de marzo de 1842 hasta el 1 de agosto de 1843.
En la sesión del 17 de marzo de 1842, fueron nombrados Miguel Campino, Matías Ovalle, Andrés Chacón y Francisco Bilbao como secretario, para que manifestaran a José Victorino Lastarria el deseo de la Sociedad que él la presidiera. Lastarria solo se incorporó el 3 de mayo, fecha en que leyó el «Discurso Inaugural» de la Sociedad. El discurso del 3 de mayo concretizó una serie de nuevas concepciones literarias que hacía tiempo venían tratando de ser escuchadas. Importante es además señalar que Lastarria sostenía la imposibilidad de articular una literatura desligada de la realidad social; en términos generales, Lastarria buscaba «verter los asuntos originales del medio nacional en las formas de un estilo castellano».
Un valioso documento a este respecto es «Una carta sobre los hombres de 1842» de Jacinto Chacón. Se trata de una vasta revisión del quehacer de la Sociedad Literaria, hecha por uno de sus integrantes.

## Miembros
Contó con 41 socios, entre los que se contaron: 
| - Jacinto Chacón - Juan N. Espejo - Hermógenes Irisarri - José Victorino Lastarria - Santiago Lindsay - Francisco Bilbao | - Manuel Antonio Matta - Anacleto Montt - Tobias Borgwardt C. - Pedro Palazuelos - Aníbal Pinto - Alejandro Reyes - Salvador Sanfuentes - José M. Torres - Cristóbal Valdés - Diego "Margarito" González - Wenceslao Vial Guzmán |  |